# Semnal M
Semnal M este o trupă românească rock înființată în 1977. Trupa a fost lansată oficial în 1977 cu numele „Semnal", având în componență pe Iuliu Merca, Ștefan (István) Boldijar, Liviu Hrișcu (ex. Mondial), Constantin Sălăgean și Tavi Popovici.
În 1978 au lansat primul album, intitulat „Trenul cursă de persoane Apahida - Cluj-Napoca", hitul Moara fusese conținut pe un single apărut un an mai devreme.

## Istoric
În toamna lui 1976 se pun bazele trupei, după o discuție între Iuliu Merca si Ștefan Boldijar, purtată în prezența lui Mimi Găzdac (Varga), in restaurantul „Scoica" din Jupiter din vara aceluiași an.
Primăvara anului următor aduce cu sine începutul repetițiilor, în Cluj-Napoca. Formula era: Iuliu Merca, Ștefan Boldijar, Liviu Hrișcu (ex. Mondial), Constantin Sălăgean și Tavi Popovici. În luna martie se dă numele formației: Semnal.
Vara se pleacă la mare, la restaurantul Aladin din Venus. Peste două săptămâni, în stațiunea Costinești, are loc lansarea oficială a trupei, la terasa Tineretului.
Toamna '77: se înregistrează single-ul care conține piesele „Moara" și „Durata".
În anul urmator, 1978, apare primul album: „Trenul cursă de persoane Apahida - Cluj-Napoca".
Tavi Popovici, Costi Sălăgean și Liviu Hrișcu părăsesc formula pentru a forma o efemeră trupă „Semnal Cluj"(alteori scrisă ca "Semnal S"); au fost înlocuiți de Paul Masgras și Ică Ioan Moca, iar formația de bază își ia denumirea definitivă de „Semnal M".
Turnee, litoral. Iarna anului 1978 aduce un membru nou, ce avea să influențeze decisiv stilul trupei: George „Ghiță" Ciolac (claviaturi). Impresariatul este asigurat de către sibianul Iuliu Șuteu (care anterior prestase același gen de activitate în contul trupei Phoenix și care ulterior va avea un aport decisiv la promovarea trupei Holograf), care aduce multe angajamente pentru tânăra trupă clujeană.
În 1979, vine în componența formației bateristul sibian Radu Parvu. În această formulă, formația face turnee lungi prin țară și în URSS. Cântă pe litoral, înregistrează la radio piesele „Hora" și „Urare" și apare cu piesa „La mijloc de pădure" în filmul muzical „Melodii la Costinești". Radu Parvu părăsește formația și înființează grupul Riff, împreună cu Adi Ordean și Florin Grigoraș, grupul având succes în turnee împreună cu Semnal M.
1979 toamna: turneu de 2 săptămâni în Iugoslavia.
Anul următor aduce o schimbare de fond, cooptarea lui Solomon „Saci" Francisc ca toboșar și prieten al formației. Se înregistrează al 2-lea album, „Cântece transilvane". Piesa care a cunoscut cel mai mare succes, „Bal la Apahida", a figurat chiar și în topul „tradițional" din Japonia, constituind temelia curentului muzical etno din România.
Participarea la festivalul „Club A" aduce cu sine un premiu important, cel de compoziție, pentru „Mai avem multe de făcut". Acest festival are ca rezultat și scoaterea pe piață a unei compilații de piese „live", din piesele/trupele câștigătoare.
Paul Masgras părăsește definitiv țara, cu destinația Statele Unite ale Americii. În vara  lui 1981, pe litoral, apare în trupă Dorin Ciobică - chitară-vocal; pentru o scurtă perioadă îl suplinește pe Merca, plecat la Cluj cu probleme personale.
În '82, pentru o perioadă, trupa se „rupe", cei care pleacă fiind Ciolac, Solomon și Boldijar. Componența se reface la timp pentru terminarea înregistrărilor la „Planeta visurilor noastre". Urmează noi turnee și o vară petrecută pe litoral. De asemenea, sunt înregistrate noi piese: „Urare", „Tânăra dimineață".
Urmează marele succes „La fereastra ta".
Iarna anului 1983 aduce cu sine despărțirea de Ghiță Ciolac, care pleacă în Germania. Este cooptat un nou membru, Dumitru "Teacă" Căpușan. Se înregistrează „Desculț în iarbă" și „Ecou".
'83 - '84: turnee + litoral. „Teaca" părăsește formația, căsătorindu-se și stabilindu-se la Craiova.  În vara lui 1984, Semnal M activează la barul Aladdin din Venus în formula: Iuliu Merca (voce, chitară), Ștefan Boldijar (voce, chitară bas), Dorin Ciobâcă (chitară), Molnar Francisc (baterie).
La finele lui 1985 Ștefan Boldijar se retrage din formație. 
Intre 86' și '88, Semnal M activează în formula: Iuliu Merca, Francisc Solomon, Dorin Ciobică, chitara bas fiind preluată de suceveanul Vasile Purice. Au loc turnee - maraton; în toamna lui 1986 se „cântă" aproape 90 de zile, cu două reprezentații pe zi. Din staff-ul turneului fac parte, alternativ: Riff, Timpuri Noi, Ducu Bertzi, George Nicolescu, regretatul Călin Nemeș, Ilie Micolov și Laura Stoica, pe care Merca o descoperă la un festival din perioada respectivă.
După revoluție, până în 1994, formația evoluează în formula de trio: Iuliu Merca, Francisc Solomon (toboșar)
și Ștefan Boldijar.
Apoi, în 1995, este cooptat Ștefan Nagy la baterie.
1996 aduce cu sine un nou album, „Povești la gura sobei". Este urmat de alte turnee, iar vara se cântă din nou pe litoral. Se alătură trupei Dan „Capră" Cozma (chitară, vioară, claviaturi, voce), profesor de muzică în Germania.
În 1998, formația susține un turneu în Germania, iar în același an li se alătură chitaristul Florin Ștefan din Baia Mare(ex-4Given).
Anul următor se cântă din nou pe litoral, la Costinești. Pe 27.07.1999, la 13:49, Iuliu Merca, membrul fondator, compozitor, chitarist se stinge din viață. Acest lucru a îndurerat profund scena artistică românească, care a pierdut nu doar un mare artist, ci și un apropiat prieten.
Au loc spectacole „in memoriam" dar se reduce în același timp activitatea concertistică. Membrii formației desfășoară activități personale: Ștefan Nagy - impresariat, organizarea festivalului de creație „Iuliu Merca"; Florin Ștefan - concerte de chitară clasică, înregistrări, compoziții terți. Ștefan Boldijar înregistrează împreună cu Cornel Moldovan (chitară), Marcel Moldovan (baterie, percuție, 17 ani elev la liceul de artă din Arad, laureat al concursurilor naționale de percuție încă de la vârsta de 5 (cinci!) ani) și Florin Ștefan piese noi pentru un nou album.
Din 2003 este reluată activitatea concertistică, în formula: Ștefan Boldijar, Florin Ștefan și Ștefan Nagy, cu participarea lui Marcel Moldovan. Se alătură, intre 2002 si 2007 și vechiul colaborator Dorin Ciobică (claviaturi, chitară). Se pregătește lansarea unui dublu CD: „In memoriam" și a unuia cu piese noi. În primăvara lui 2004, Ștefan Boldijar vine în București și îl întâlnește pe Radu Lupașcu (Rage Records)cu care va realiza dublul CD și dublu MC, intitulat „IERI" și „AZI", lansat în București și Cluj. Rage Records promovează bine albumul realizând 2 videoclipuri și mai multe concerte, fapt care sporește vânzarea acestui Box CD la peste 15.000 de albume duble vândute, fapt unic în istoria muzicală românească.
După aniversarea a 30 de ani de activitate, grupul Semnal M se pregătește de lansarea unui nou album și a primului DVD...
În  toamna anului 2009 este cooptat în formație, vocalistul și poli instrumentistul, Nicu Barna.
Anul 2012 este marcat de revenirea în trupă a legendarului toboșar Solomon "Saci" Francisc și de lansarea single-ului "Mi-e dor", single care s-a bucurat și de un videoclip. Tot în același an, Semnal M aniversează 35 de ani de activitate, printr-un concert extraordinar susținut la Casa de Cultură a Studenților din Cluj Napoca, având invitați de seamă, precum: Mircea Baniciu, Ioan Gyuri Pascu, A.G. Weinberger și Iulia Merca, fiica regretatului Iuliu Merca.
Urmează o perioadă concertistică foarte aglomerată, participând chiar și la marile concerte din țară alături de artiști de renume internațional: Scorpions, Deep Purple, Smokie, Bonnie Tyler etc.
Anul 2014 este marcat de moartea subită a toboșarului Francisc Solomon, eveniment care aduce trupa la o nouă răscruce de drumuri. Semnal M se regrupează în luna august a aceluiași an, aducandu-l la baterie pe Sorin Zamfir. 
Urmează trei ani de activitate concertistică intensă, culminând în anul 2017 cu un turneu de aniversare a 40 de activitate. Au loc spectacole în toate marile orașe ale țării. Turneul este încheiat la Cluj-Napoca, printr-un eveniment grandios susținut pe scena Teatrului național din Cluj- Napoca. Începutul anului 2018 este marcat de plecarea chitaristului Florin Ștefan din trupă, acesta fiind înlocuit, temporar, de vechiul colaborator al trupei, chitaristul clujean Marius Precup. În luna august a anului 2018, postul de chitarist solo în trupă Semnal M este ocupat de tânărul și talentatul Alex Gibson din Satu-Mare. 
Anul 2019 împrospătează imaginea și sound-ul trupei odată cu alăturarea unui membru nou: Roxana Zăpârțan (voce de fundal, percuție, chitară acustică). Acest lucru este o premieră in istoria trupei, nemaiavând niciodată în componență o prezență feminină. În luna decembrie a anului 2019, Alex Gibson părăsește formația. Membrii de bază ai formației rămânând Ștefan Boldijar, Nicu Barna, Dan Ioniță, Julia Kocis, Iulia Merca și Roxana Zăpârțan.

## Albume
- Durata/Moara, 1978, Single(45-EDC 10.624), Electrecord
- Trenul cursă de persoane Apahida - Cluj-Napoca,(EDE 1638) 1979, LP, Electrecord
- Formații rock 4(EDE 1723), 1980, LP - Electrecord piesele Urare și Hora
- Compilație Club A, 1981(ST-EDE 1912), LP, Electrecord - piesa Mai Avem Multe De Făcut
- Cântece transilvane(ST-EDE 1948, STC 00160), 1982, LP, MC Electrecord
- Planeta visurilor noastre(ST-EDE 2146), 1983, LP, Electrecord
- Invitație la Discotecă 1(ST-EDE 2580), 1984, LP Electrecord - piesa Hora
- Invitație la Discotecă 2(ST-EDE 2581), 1984, LP Electrecord - piesa Urare
- Invitație la Discotecă 3(ST-EDE 2582), 1984, LP Electrecord - piesa Lungul Drum Al Nopții Către Zi
- Compilație Top Estival(ST-EDE 2654), 1985, LP, Electrecord - piesa La Fereastra Ta
- Mari succese(CDS-CS 0133), 1994, LP, Eurostar
- Unplugged, 1995, MC, Roton & RTV Europa Nova Iași
- Povești la gura sobei, 1996, MC, Roton(reeditat în 1999 și în format CD)
- Club A - The Best of, 1999, CD, Electrecord - piesele O Roată De Foc și Racul, Broasca și o Știucă
- Club A - Epoca de aur, 2003, CD, Electrecord - piesa La Fereastra Ta
- Ieri, 2004, CD, Rage Records
- Azi, 2004, CD, Rage Records

## Șlagăre în topuri
Top Săptămîna
- Moara(1977) - #1
- Durata(1977)
- Hore pe Smalț(perioada 10 martie - 5 mai 1978) - #4(7-13 aprilie 1978)
- Copiii pământului(perioada 16 iunie - 26 octombrie 1978) - #1(4-31 august august 1978)
- Trenul cursă de persoane Apahida - Cluj Napoca(16 martie - 19 iulie 1979) - #1(27 aprilie - 17 mai 1979)
- Urare(perioada 25 ianuarie - 15 mai 1980) - #1(1 februarie - 6 martie 1980)
- Bal la Apahida(perioada 16 mai - 24 iulie 1980) - #1(27 iunie - 3 iulie 1980)
- Pădurea mea cea înțeleaptă(perioada 1 august - 9 octombrie 1980) - #1(29 august - 11 septembrie 1980)
- Hora(10 octombrie 1980 - 19 februarie 1981) - #1(31 octombrie - 6 noiembrie, 3-16 decembrie 1980)
- Mai avem multe de făcut(perioada 14 august - 5 noiembrie 1981) - #1(25 septembrie - 15 octombrie 1981)
- O roată de foc(perioada 5 noiembrie 1981 - 27 ianuarie 1982) - #1(4-24 decembrie 1981)
- Primăvară românească(26 martie - 3 iunie 1982) - #1(16-29 aprilie 1982)
- Planeta Visurilor Noastre(perioada 3 iunie - 1 septembrie 1982) - #1(15-21 iulie 1982)
- Desculț în iarbă(30 septembrie - 22 decembrie 1983) - #1(4-10 noiembrie 1983)
- Tînăra dimineață(20 ianuarie - 14 iunie 1984) - #1(9-22 martie 1984)
- Ecou(10 august - 29 noiembrie 1984) - #1(19 octombrie - 1 noiembrie 1984)
- La Fereastra Ta(1985)
- Spune-mi cine ești(1986)
- Drumul în doi(1989)
- Hora Străbună(1989)

Top RST 81 - Melodia Anului: 
- Roata de foc - #2
- Mai avem multe de făcut - #10

Top RST 86 - Melodia Anului: 
- Spune-mi cine ești - #7